# Oscilador
Un oscilador es un sistema capaz de crear perturbaciones o cambios periódicos o cuasiperiódicos en un medio, ya sea un medio material (sonido) o un campo electromagnético (ondas de radio, microondas, infrarrojo, luz visible, rayos X, rayos gamma, rayos cósmicos).
En electrónica un oscilador es un dispositivo capaz de convertir la energía de corriente continua en corriente alterna de una determinada frecuencia. Dicho de otra forma, es un circuito que es capaz de convertir la corriente continua en una corriente que varía de forma periódica en el tiempo (corriente periódica); estas oscilaciones pueden ser sinusoidales, cuadradas, triangulares, etc., dependiendo de la forma que tenga la onda producida. Un oscilador de onda cuadrada suele denominarse multivibrador
y por lo tanto, se les llama osciladores solo a los que funcionan en base al principio de oscilación natural, constituidos por una bobina L (inductancia) y un condensador C (Capacitancia), mientras que a los demás se le asignan nombres especiales.
Un oscilador electrónico es fundamentalmente un amplificador, cuya señal de entrada se toma de su propia salida a través de un circuito de realimentación. Se puede considerar que está compuesto por:
- Un circuito cuyo desfase depende de la frecuencia. Por ejemplo:
  - Oscilante eléctrico (LC) o electromecánico (cuarzo).
  - Retardador de fase RC o puente de Wien.
- Un elemento amplificador.
- Un circuito de realimentación.

## Oscilación eléctrica

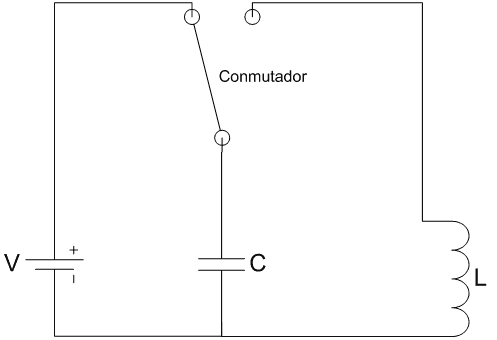
Oscilador LC.

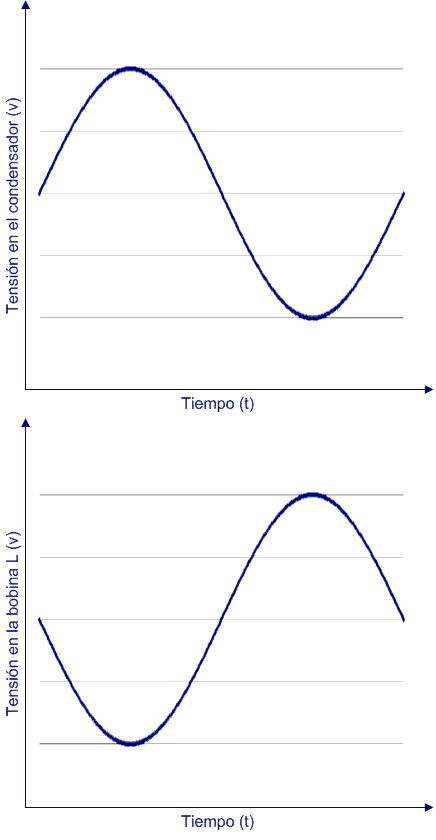
Curvas del oscilador LC.

A pesar de no ser un oscilador electrónico tal y como se ha definido antes, la primera oscilación a tener en cuenta es la producida por un alternador, el cual, al estar compuesto por una espira que gira alrededor de su eje longitudinal en el interior de un campo magnético, produce una corriente eléctrica inducida en los terminales de la espiral. Esta corriente eléctrica, si el campo magnético es homogéneo, tiene forma senoidal. Así, si la espira gira a 3000 rpm, la frecuencia de la corriente alterna inducida es de 50 Hz.
El circuito integrado oscilador más usado por principiantes, es el 555, también el 4069 y otros.
En un oscilador electrónico lo que se pretende es obtener un sistema de oscilación que sea estable y periódico, manteniendo una frecuencia y una forma de onda constante. Para ello se aprovecha el proceso natural de oscilación amortiguada que poseen los circuitos compuestos por elementos capacitivos o inductivos. Estos elementos tienen la capacidad de almacenar carga eléctrica en su interior (cargarse eléctricamente) y descargarse cuando la carga que los alimentaba ha desaparecido.
El ejemplo más simple de oscilador es el compuesto por una bobina, un condensador, una batería y un conmutador. Inicialmente el conmutador se halla en su posición izquierda, de forma que el condensador C se carga con la corriente que proporciona la batería V. Transcurrido cierto tiempo el conmutador se pasa a la posición derecha. Como la bobina no posee ninguna carga y el condensador está totalmente cargado, este último se descarga completamente hacia la bobina, una vez que el condensador se ha descargado completamente es ahora la bobina la que se descarga sobre el condensador, no parándose hasta que la carga en la bobina es cero y el condensador por lo tanto vuelve a estar cargado. Este proceso se repite hasta que la energía almacenada por uno y otro se consume en forma de calor.
Este proceso puede representarse gráficamente empleando un eje cartesiano X-Y en el que el eje X representa el tiempo y el eje Y el valor de la corriente eléctrica que circula por la bobina y las tensiones en los bornes del condensador. Si se lo dibuja se puede apreciar como se produce un continuo intercambio de energía entre el condensador y la bobina. La substracción de energía producida por la resistencia de la bobina y el condensador (lo que provoca el calentamiento de los componentes) es lo que hace que este proceso no sea infinito.
En la gráfica se puede apreciar cómo el defase de tensiones existente entre bornes de la bobina es siempre de sentido opuesto a la existente en el condensador. Este defase es de 180° entre tensiones, existiendo un defase de 90° entre la corriente que circula por la bobina y la tensión existente.
Esta señal se va amortiguando con el tiempo, hasta que acaba extinguiéndose transcurrido un período bastante corto. Un circuito electrónico que sea capaz de volver a cargar eléctricamente uno de los componentes permitirá hacer un proceso de oscilación constante.